# Linvosges
Linvosges est une entreprise de confection et de vente par correspondance de linge de maison dont le siège est à Gérardmer, dans le département français des Vosges et la région Grand-Est.

## Caractéristiques des produits
Tous les produits Linvosges (linge de lit, de table et de bain) sont des créations originales. La couleur, en motif ou en teinture, est l'objet d'une attention particulière : un catalogue nouveau est édité  à chaque saison printemps-été et automne-hiver. Les matières privilégiées sont le lin, le coton (notamment la percale) et la flanelle. L'entreprise entretient des savoir-faire particuliers comme celui du point Jour-Venise en broderie, qu'elle est aujourd'hui la seule à pratiquer à l'échelle industrielle en France.
Linvosges se positionne sur un marché pour une clientèle familiale et patrimoniale, de 40 à plus de 70 ans, exigeante sur la qualité des produits. Elle compte aussi des clients de renom tels que le Palais de l'Élysée, l'Hôtel de Lassay, le Sénat ou l'Hôtel Ritz, pour lesquels elle est capable de personnaliser ses productions.

## Histoire

### Les débuts
En février 1923, Charles Prudent crée la Société de Linge des Vosges, une maison de confection et de vente au détail de linge dont l'ambition est de rayonner sur la France entière.
En 1928, le premier catalogue de vente est imprimé.
En 1932, l’entreprise commence la vente à domicile.

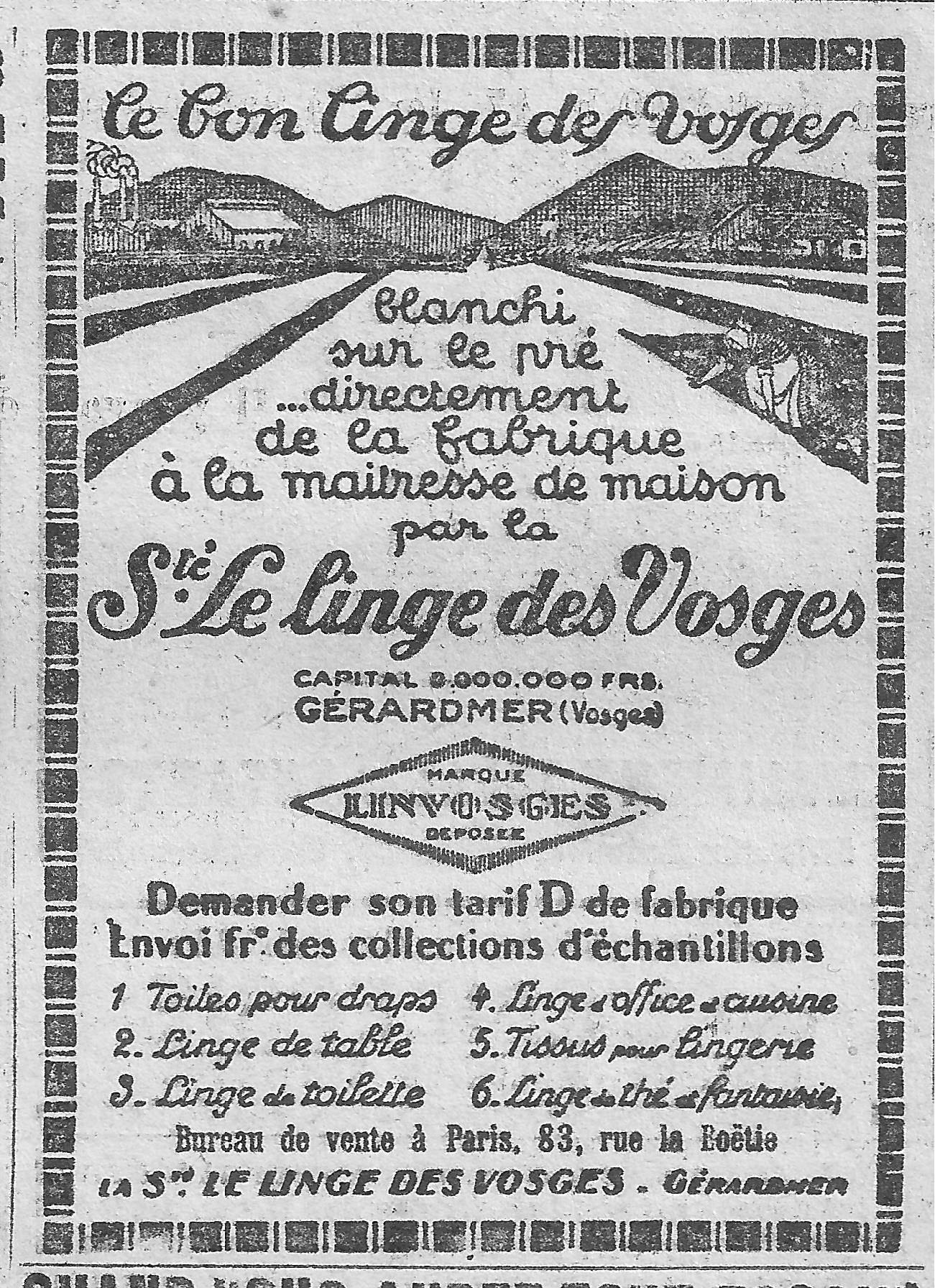
Publicité pour Linvosges (1929).
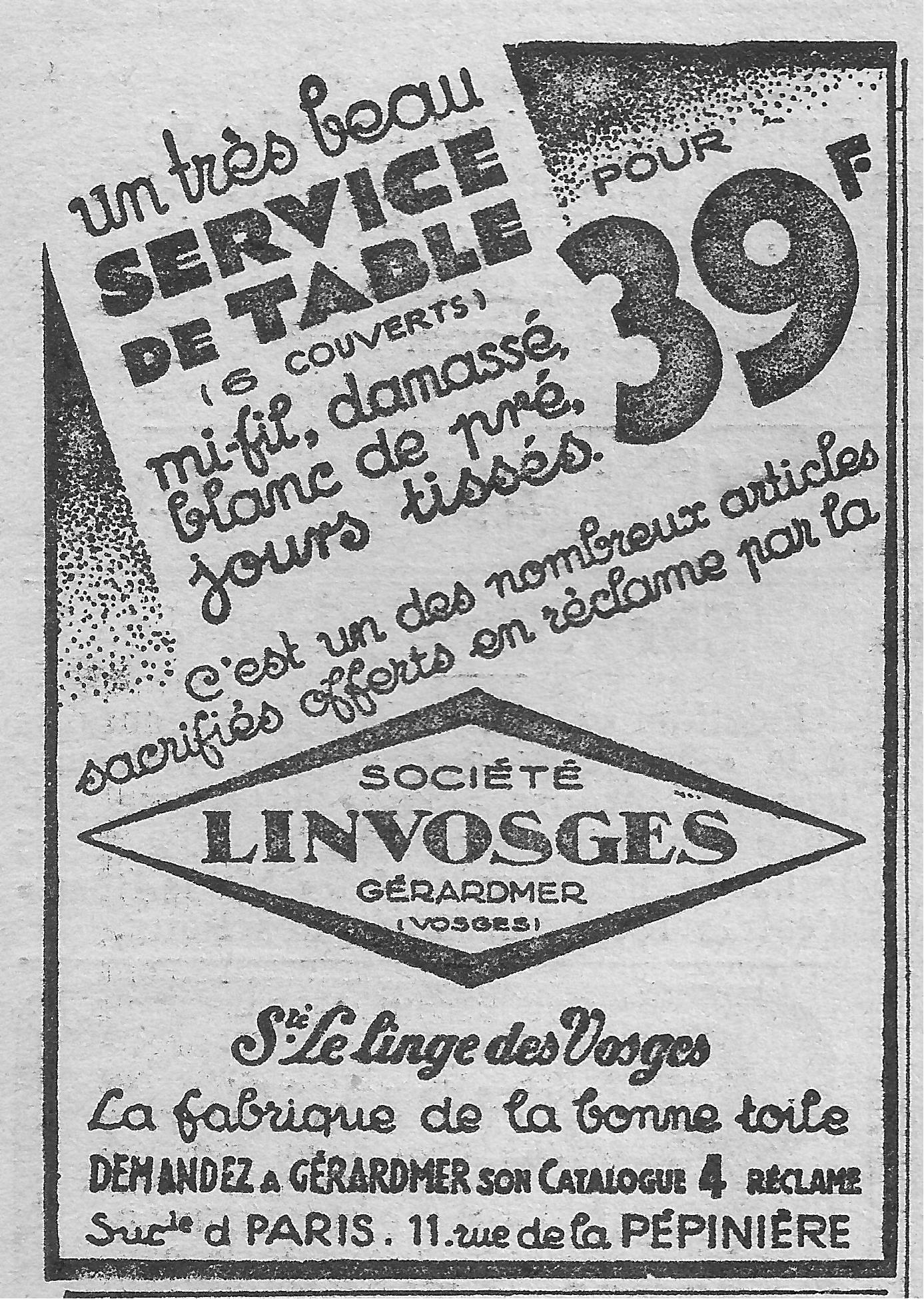
Publicité pour Linvosges (1933).
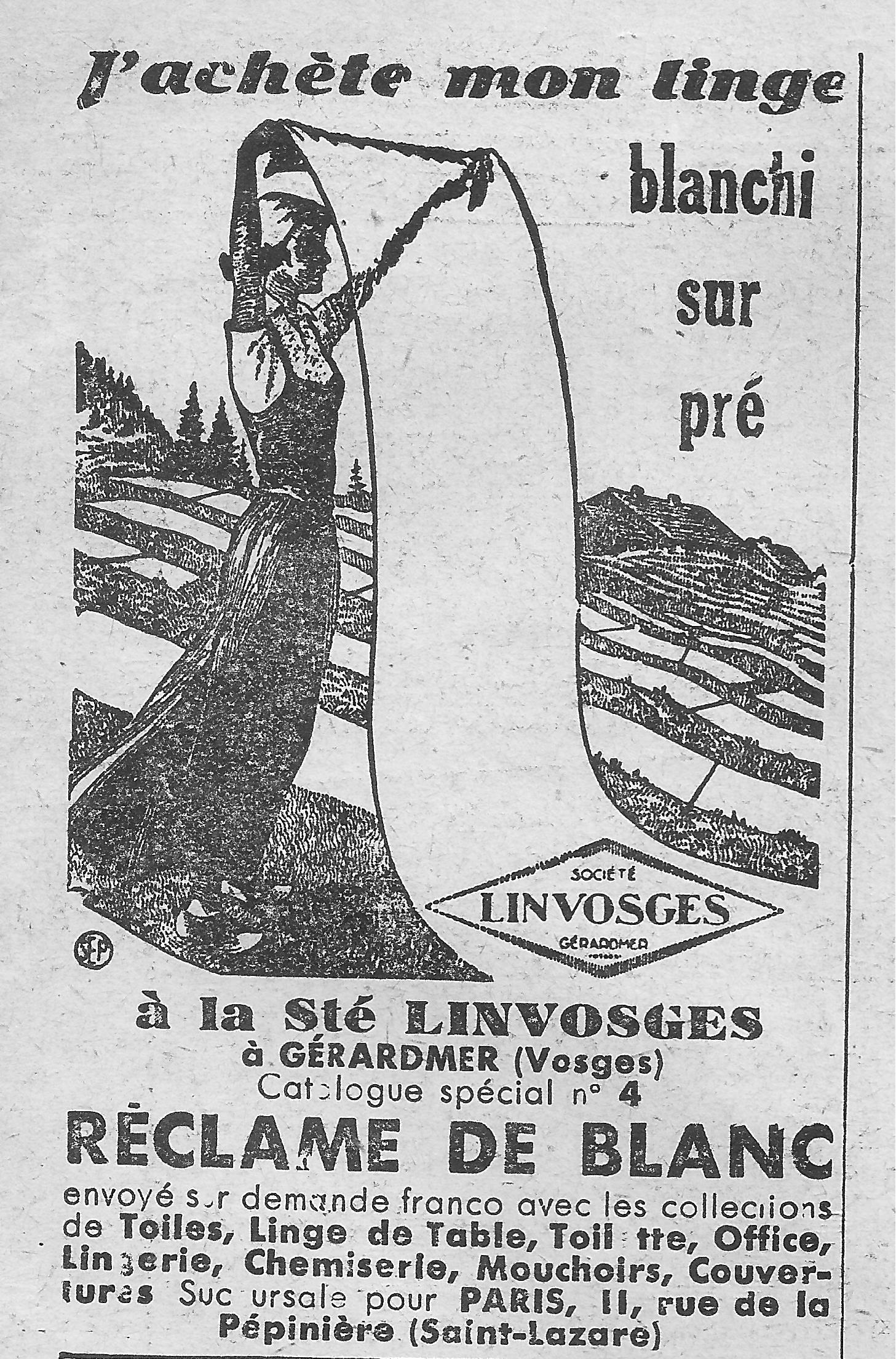
Publicité pour Linvosges (1936).
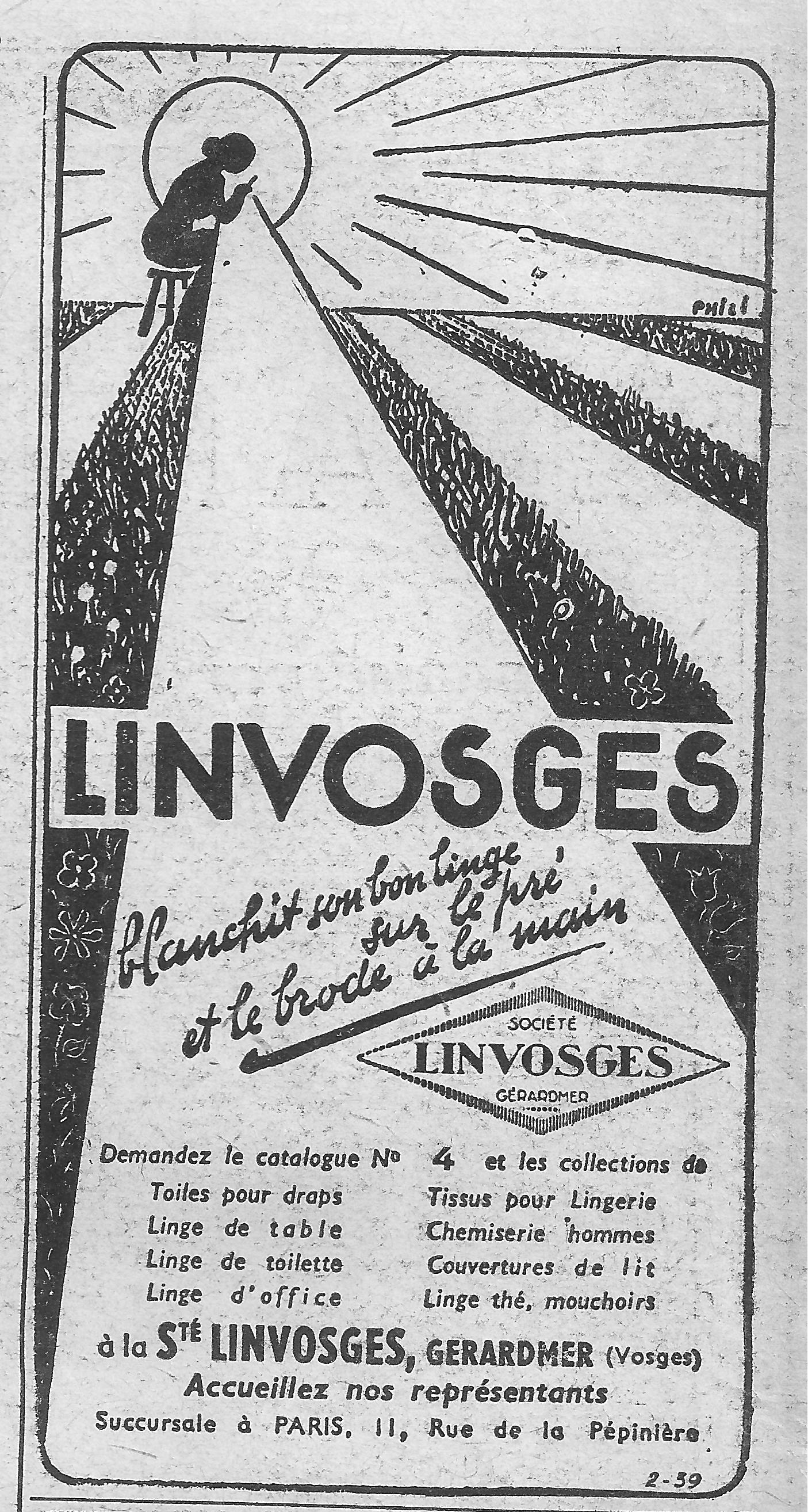
Publicité pour Linvosges (1939).

En 1957, l’entreprise met en place un système informatique pour développer son activité.[réf. souhaitée]

### Les années 1970
Dans les années 1970, les usines de Gérardmer et Xonrupt-Longemer expérimentent avec profit l’amélioration des conditions de travail des ouvriers. En 1971, Linvosges est la première société française à proposer des horaires « à la carte » aussi bien pour les 250 personnes du secteur productif que pour les 100 personnes du secteur administratif cependant que la parcellisation des tâches est réduite au profit du suivi individuel de la fabrication et du conditionnement d’un produit de A à Z ou du travail en petites équipes,.

### Les années 1980
À partir de 1978, les résultats de l’entreprise pâtissent d’erreurs de gestion comme la dispersion des sources de vente ou la division de l’activité en quatre sociétés qui troublent l’image de la marque et diluent son action. En septembre 1980, Linvosges est mis en règlement judiciaire et le 26 septembre, la société licencie 232 salariés sur 426, supprimant la totalité du secteur productif et réduisant fortement le pôle administratif pour ne conserver que les effectifs des commerciaux. À l’appel de l’intersyndicale CGT-CFDT-FO, les salariés occupent les trois sites de production. Ils en sont délogés le 2 décembre par la gendarmerie mobile. Un accord intervient et la proposition de reprise par le groupe Mulliez Frères de Roubaix, proposée par le tribunal de commerce de Saint-Dié en novembre, est acceptée,.

### Depuis 2000
En 2002, après trois années difficiles, l’entreprise vosgienne, jusqu’alors toujours intégrée au groupe Mulliez, est reprise par Gilles Oudot, soutenu par le fonds d’investissement LMBO finances, déjà actionnaire. Celui-ci redresse l’entreprise en développant la vente par internet, en acquérant plusieurs boutiques en France et en initialisant une politique de franchise à l’étranger. 
En avril  2007, Linvosges passe sous le contrôle de MK Direct, qui regroupe deux entreprises de linge de maison qui ont des activités complémentaires : la marque bretonne Françoise Saget, fondée par Yves Rocher, occupe le secteur de la gamme moyenne et Linvosges celui du haut-de-gamme. La création des collections demeure localisée à Gérardmer ainsi qu’une partie de la confection,. Une campagne de communication nationale est lancée, la production s’oriente vers le marché hôtelier et plus seulement en direction des particuliers et les boutiques de vente directe, exploitées en location-gérance, se multiplient. En 2016, la marque dispose d’un réseau de 28 magasins. Cette année-là, l’actionnaire principal de MK Direct devient Eurazeo PME. Celui-ci investit 49 millions d’euros dans le groupe et développe encore davantage la vente par internet. Karl Hoquante en était le directeur général depuis avril 2017 jusqu'à août 2019, il est remplacé par Patrick Pergament ,. 
Linvosges est labellisée Entreprise du patrimoine vivant en 2013.

## Activité, résultat, effectif
|                                        | 2012  | 2013  | 2014  | 2016 | 2017 | 2018 | 2019 |
| -------------------------------------- | ----- | ----- | ----- | ---- | ---- | ---- | ---- |
| Chiffre d'affaires en millions d'euros | 77    | 81,1  | 84,3  | nc   | nc   | nc   | nc   |
| Résultat net en millions d'euros       | + 4,2 | + 4,7 | + 4,3 | nc   | nc   | nc   | nc   |
| Effectif moyen annuel                  | 201   | 205   | 209   | nc   | nc   | nc   | 499  |